# Vlag van Alblasserdam
De vlag van Alblasserdam is op 28 november 1961 door de gemeenteraad van de Zuid-Hollandse gemeente Alblasserdam aangenomen als gemeentelijke vlag. De vlag kan als volgt worden beschreven:
Twee banen van gelijke hoogte in de kleuren geel en rood, met in het midden over het geheel het wapen van Alblasserdam, zodanig dat de snijlijn tussen de twee velden op het wapen samenvalt met de scheiding tussen de banen.
De vlag komt in zijn geheel terug op het gemeentewapen, de kleuren van de vlag zijn dan gelijk aan die van de leeuw waardoor het schild zichtbaar blijft.
Alblasserdam
· Albrandswaard
· Alphen aan den Rijn
· Barendrecht
· Bodegraven-Reeuwijk
· Capelle aan den IJssel
· Delft
· Den Haag
· Dordrecht
· Goeree-Overflakkee
· Gorinchem
· Gouda
· Hardinxveld-Giessendam
· Hendrik-Ido-Ambacht
· Hillegom
· Hoeksche Waard
· Kaag en Braassem
· Katwijk
· Krimpen aan den IJssel
· Krimpenerwaard
· Lansingerland
· Leiden
· Leiderdorp
· Leidschendam-Voorburg
· Lisse
· Maassluis
· Midden-Delfland
· Molenlanden
· Nieuwkoop
· Nissewaard
· Noordwijk
· Oegstgeest
· Papendrecht
· Pijnacker-Nootdorp
· Ridderkerk
· Rijswijk
· Rotterdam
· Schiedam
· Sliedrecht
· Teylingen
· Vlaardingen
· Voorne aan Zee
· Voorschoten
· Waddinxveen
· Wassenaar
· Westland
· Zoetermeer
· Zoeterwoude
· Zuidplas
· Zwijndrecht